# Meche Barba
Mercedes Barba Feito (* 24. September 1922 in New York City; † 14. Januar 2000 in Mexiko-Stadt) war eine mexikanische Schauspielerin und Tänzerin.

## Leben
Barba war ein Star des mexikanischen cine de rumberas und wurde als O Venus mexicano gerühmt. Sie spielte in mehr als fünfzig Filmen und bis kurz vor ihrem Tod auch in mehreren Fernsehserien (u. a. Die wilde Rose, 1988 und Rosalinda, 1999). Berühmt wurde sie 1946 mit Alberto Gouts Film Humo en los ojos.  Es folgten Filme wie Gran Casino (1947), Cortesana (1947), Amor vendido (1949), Casa de vecindad (1951) und As negro. Zu ihren Filmpartnern zählten u. a. Ninon Sevilla, Rosa Carmina, Amalia Aguilar und Maria Antonieta Pons. 